# Mark Applegarth
Pas d'image ? Cliquez ici

a Compétitions nationales et continentales officielles uniquement.

Mark Applegarth, né le 10 décembre 1984 à Wakefield, est un joueur et entraîneur de rugby à XIII anglais évoluant au poste de deuxième ligne ou de troisième ligne dans les années 2000 et 2010.
Formé dans le club de sa ville natale, les Wakefield Trinity Wildcats, Mark Applegarth est présenté comme un grand espoir du club et prend part en 2004 à vingt ans à de nombreuses rencontres de Super League. Toutefois, de nombreuses blessures émaillent sa prometteuse carrière et l'obligent à quitter le club pour rejoindre les York City Knights en Championship, antichambre de la Super League. Il tente une expérience en Australie avec les Central Queensland Capras, dans l'antichambre de la National Rugby League, puis revient en Angleterre en Championship à Batley et de nouveau York City avant de mettre fin à sa carrière.
Après sa retraite sportive, Mark Applegarth rejoint l’organigramme des Wakefield Trinity Wildcats, travaillant avec la formation via les équipes de jeunes et en tant que responsable de la performance des joueurs, devenant même adjoint de l'entraîneur de l'équipe première Willie Poaching. En septembre 2022, il est nommé entraîneur du club de Wakefield pour connaître sa première expérience d'entraîneur en Super League à 37 ans,.

## Palmarès

### En club
| Saison | Club      | Compétition  | Matchs | Points | Essais | Buts | Drop |
| ------ | --------- | ------------ | ------ | ------ | ------ | ---- | ---- |
| 2004   | Wakefield | Super League | 13     | 4      | 1      | -    | -    |
| 2005   | Wakefield | Super League | 7      | 8      | 2      | -    | -    |
| 2006   | Wakefield | Super League | 6      | -      | -      | -    | -    |
| 2007   | Wakefield | Super League | 1      | -      | -      | -    | -    |